# Morgan (Australia)
Morgan – miasto w Australii, w stanie Australia Południowa. Miasto jest położone przy prawym brzegu rzeki Murray. Miasto znajduje się około 160 km od Adelaide. W roku 2006 miasto liczyło 426 mieszkańców. 